# Ordzhonikidzevskiy Rayon (kommun i Azerbajdzjan)
Ordzhonikidzevskiy Rayon är en kommun i Azerbajdzjan.   Den ligger i distriktet Baku, i den östra delen av landet, 12 km öster om huvudstaden Baku.